# Af Petersens
af Petersens är en svensk adelsätt.

## Historik
Släkten härstammar från Lübeck i Tyskland. Äldste kände stamfader är bryggaren och borgaren (från 1638) i Lübeck, Hans Petersen (död 1677). Hans son, Wolter Petersen (1647–1710), inflyttade 1660 till Stockholm och blev där handlare. Dennes sonson var grosshandlaren i Stockholm och direktören för Ostindiska kompaniet, Herman Petersen (1713–1765).
Herman Petersens två söner, kanslisten i Kungliga kansliet, Johan Abraham Petersen (1742–1795) och grosshandlaren i Stockholm, Herman Petersen (1743–1814), adlades för faderns förtjänster 23/1 1770 på Stockholms slott av kung Adolf Fredrik med namnet af Pettersens.
Sköldebrevet utfärdades dock först 5/2 1774 på Stockholms slott av kung Gustav III, varvid bestämdes att även brödernas tre halvsystrar, Anna Charlotta Petersen (1755–1810), Johanna Maria Petersen (1760–1838) och Julie Petersen (1765–1791), skulle inbegripas i sköldebrevet. Bröderna introducerades 30/4 1776 under nr 2071.
Johan Abraham slöt själv sin ättegren på svärdssidan 1795 13/2.
En syssling till de ovannämnda bröderna, hovintendenten Carl Petersen (1742–1800), adlades 16/7 1778 i Norrköping av kung Gustav III med adoption på ättens namn och vapen samt introducerades 2/1 1788 sålunda under nr 2071. Han slöt dock själv sin ättegren 13/5 1800. Hans brorson, brukspatronen Wolter Petersen (1774–1841), adlades 10/7 1810 av storfursten av Finland tsar Alexander I med namnet af Petersen och introducerades på Finlands Riddarhus 23/1 1818 under nr 166 bland adelsmän. Han slöt själv sin ätt på svärdssidan 13/12 1841.
Originalsköldebrevet är sedan 2020 deponerat i Sveriges Riddarhus.
Den 31 december 2024 var 127 personer med efternamnet af Petersens bosatta i Sverige.

## Vapenbeskrivning
| ”           | En skiöld af guld, belagd alt intill kanterne med ett blått kors, som till sin bredd svarar emot en tredjedel af skiölden. I hiertat af korset förekommer en mussla af guld, åtfölgd af tvänne naturliga mot höger vända ock med ett rödt band öfver nosen fängslade biörnhufvuden, ett på hvardera sidan, jämväl en ofvan ock en nedan inunder stäld aflång, något bruten med fot- och hufvudstucke försedd skiöld af silfver. Ofvanpå skiölden ses en öppen tornerhielm, hvaruppå emellan tvenne blå utslagne vingar upväxer ett kornax af guld med tvänne blå deromkring sig slingrande ormar. Hielmkrantsen är vriden af guld och blått och det skiölden omgifvande löfvärket är om hvart annat vridit med blått och guld. Aldeles som detta vapen med sina rätta och egenteliga färgor här bredevid afmålat finnes [...] | „ |
| Riddarhuset | |   |

## Personer med efternamnet af Petersens
- Johanna Maria af Petersens (1760–1838), statsfru
- Johan August af Petersens (1806–1867), militär och politiker
- Gustaf af Petersens (1842–1933), jurist, bruksägare och politiker
- Herman Magnus af Petersens (1842–1903),  hovjägmästare
- August af Petersens (1844–1936), militär
- Carl af Petersens (1851–1925), överbibliotekarie
- Ludvig af Persens (1865–1947), militär
- Hedvig af Petersens (1875–1961), journalist2/1
- F af Petersens (1877–1944), jägmästare
- Gösta af Petersens (1910–1969), ambassadör
- Lennart af Petersens (1913–2004), fotograf
- Fabian af Petersens (född 1944), journalist
- Magnus af Petersens (född 1966), konstkurator

## Associerade fastigheter
- Erstavik, Nacka socken
- Petersenska huset, Gamla stan, Stockholm